# Пелагий

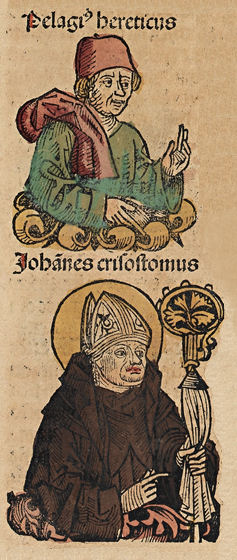
Пелагий и Иоанн Златоуст
Нюрнбергские Хроники, XV век (1493 г.)

Пела́гий (ок. 360 г. — после 410 г.) — ересиарх IV века, известен своими взглядами на свободу воли, отрицающими доктрину первородного греха.
Его учение получило название пелагианства, превратившись в одну из важнейших христианских ересей V века на почве вопросов о благодати Божьей, о человеческих силах и заслугах, о первородном грехе и смерти, о свободе и предопределении.

## Жизнь и богословская позиция
Пелагий родился в семье кельтского происхождения, по одним указаниям — в Бретани (северо-западная оконечность современной Франции), по другим — в Британии, по третьим — в Шотландии. Достоверные известия о нём начинаются лишь с прибытия его в Италию (в первые годы V в.).
Здесь он обратил на себя внимание добрыми нравами, вёл монашескую жизнь (veluti monachus) и заслужил дружбу св. Павлина, епископа Ноланского. В Риме Пелагий был поражён нравственной распущенностью как мирян, так и клириков, оправдывавшихся немощью человеческой природы перед неодолимой силой греха. Против этого Пелагий выступил с утверждением, что неодолимого греха не бывает: если он есть дело необходимости, то это не грех, если же дело воли, то его можно избежать. Главные свои воззрения Пелагий изложил в толкованиях на апостола Павла (сохранившихся лишь в переделке Кассиодора, издаваемой при творениях блаж. Иеронима), а также в своём послании к Димитриаде. Человек по природе добр, — учил Пелагий. Действием своей свободной воли он может уклоняться от добра; такие уклонения, накапливаясь, могут стать греховным навыком и получить силу как бы второй природы, не доходя, однако, до непреодолимости, так как свобода воли не может быть потеряна разумным существом. Человек всегда может успешно бороться с грехом и достигать праведности; особенно же это возможно, легко и обязательно после того, как Христос Своим учением и примером ясно показал путь к высшему благу. Бог не требует невозможного; следовательно, если человек должен, то он и может исполнять заповеди Божии, запрещающие злое, повелевающие доброе и советующие совершенное. Евангелие только советует безбрачие, но предписывает кротость и смирение, запрещает гнев и тщеславие — и Пелагий настаивал на том, что исполнение евангельских советов имеет достоинство лишь у тех, кто прежде повинуется запрещениям и предписаниям (praecepta). Не отрицая пользы монашеского аскетизма как духовного упражнения, Пелагий ставил его на второй план. Человек спасается не внешними подвигами, а также не помощью особых средств церковного благочестия и не правоверным исповеданием учения Христова, а лишь его действительным исполнением через постоянную внутреннюю работу над своим нравственным совершенствованием. Человек сам спасается, как сам и грешит.
Пелагий признавал первородный грех лишь в смысле первого дурного примера, данного Адамом, но отрицал реальную силу греха, переходящего на потомков Адама (tradux peccati). Отделяя грех от природы, видя в нём только сознательный акт единичной воли, Пелагий не мог признавать его причиной смерти. С другой стороны, отрицание реальности греха ведёт к отрицанию благодати как особой реальной силы добра, действующей в человеке, но не от человека. Пелагий полагал, что благодать — это всё доброе, что Бог даёт человеку в природе и в истории, начиная с самого существования и кончая откровением высшей истины через Христа.

## Идейный конфликт
Скромный и миролюбивый Пелагий старался высказывать свои мысли в общепринятых выражениях, избегая прямого столкновения с церковными догмами; но главный последователь его идей, смелый и честолюбивый патриций Целестий, довёл дело до разрыва с церковью. В 411 году они прибыли вдвоём в Северную Африку, откуда Пелагий, съездив на поклон к Августину, епископу Гиппонскому, и благодаря своей скрытности дружелюбно им принятый, отправился в Палестину, а Целестий, оставшийся в Карфагене и открыто высказывавший свои взгляды, был обвинён перед собравшимися там епископами в следующих еретических положениях:
- Адам умер бы, если бы и не согрешил;
- его грех есть его собственное дело и не может быть вменяем всему человечеству;
- младенцы рождаются в том состоянии, в каком Адам был до падения, и не нуждаются в крещении для вечного блаженства;
- до Христа и после Него бывали люди безгрешные;
- Закон Божий так же ведёт к Царствию Небесному, как и Евангелие;
- как грехопадение Адама не было причиной смерти, так воскресение Христа не есть причина нашего воскресения.

### Осуждение еретиков. Оправдание Пелагия
Опровергнутый Августином в двух трактатах и присуждённый условно Карфагенским собором 411 года к отлучению от Церкви, Целестий отправился в Эфес, где ему удалось получить сан пресвитера. Между тем Пелагий был обвинён блаж. Иеронимом и прибывшим из Африки пресвитером Павлом Орозием, но приобрёл доверие палестинских епископов и был оправдан ими в 415 году на двух местных соборах, в Иерусалиме и Лидде.
Главный обвинительный пункт относился к утверждению Пелагия, что всякий человек может быть безгрешным, если только захочет. Пелагий отвечал: «Да, я говорил, что можно быть безгрешным, но не говорил, что это возможно без помощи Божьей». Его объяснения были найдены удовлетворительными, но окончательное решение дела было предоставлено Римскому епископу. Пелагий отправил ему своё исповедание веры, в котором, подробно обсуждая общепризнанное, старался обходить спорное.

### Новое осуждение Пелагия и Целестия
Между тем в Африке продолжалась сильная борьба против пелагианства. Новый собор в Карфагене (416), распространив осуждение Целестия и на его учителя, обратился к папе Иннокентию I за подтверждением своего приговора, которое и получил. Оправдательное послание Пелагия к папе было рассмотрено преемником Иннокентия, папой Зосимой, к которому обратился также и Целестий, прибывший в Рим через Константинополь (где епископ Аттик отверг его как еретика). В своём письменном заявлении он высказывался смелее и яснее, чем Пелагий, но настаивал на прежнем своём утверждении, что его учение есть дело умственного исследования, а не ересь, так как оно не относится к вопросам веры, по которым он заранее принимает всё, что принимается папой, и осуждает всё, что им осуждается. Такое заявление ученика вместе с благовидными богословскими толкованиями учителя побудило папу обратиться к африканским епископам с посланием в пользу обвиняемых. Но африканцы не уступали; на нескольких соборах, окончательно на concilium generale в Карфагене (418 г.), с участием испанских епископов, они объявили, что приговор папы Иннокентия был окончательным и отменён быть не может. После некоторого колебания Зосима отказался от своего заступничества.

### Борьба с пелагианством
Указом императора Гонория (418) были предписаны меры против основателей и приверженцев новой ереси, а папа объявил об её осуждении в послании к церкви. Несколько италийских епископов не подчинились, между ними Юлиан Экланский, человек блестящих дарований. Покинув свою кафедру, он стал ревностным толкователем и защитником идей Пелагия против Блаж. Августина, учение которого о непреодолимой благодати и о предопределении он искусно уличал в скрытом манихействе. Преемник Зосимы, Бонифаций I, побуждая Августина к усиленной полемике против пелагианства, старался вместе с тем искоренить ересь с помощью светской власти, но безуспешно. Между тем сам Пелагий, оставшийся на Востоке, незаметно сходит со сцены; год и обстоятельства его смерти неизвестны. Вселенский собор в Эфесе (431) отнёсся к пелагианству как к ереси уже осуждённой.

### Точка зрения Августина
Хотя Блаж. Августин признаётся великим учителем церкви, но в споре своём с Пелагием и его учениками он не был всецело истинным представителем христианского сознания, которое по некоторым пунктам столь же далеко от августинизма, как и от пелагианства. Христианство по существу своему понимает высшую задачу человеческой жизни (то, что теологически называется «спасением») как дело богочеловеческое, непременно требующее полноты участия как божественного, так и человеческого начала. Между тем глубокое, но одностороннее понимание религиозного интереса заставило Августина выразить должное отношение между человеческой волей и божественной в виде такой молитвы: da quod jubes et jube quod vis («дай, что повелеваешь, и повелевай, что хочешь»).
Эта формула, не без основания возмутившая Пелагия и его учеников, может иметь истинный смысл лишь в том случае, если мы признаем:
1) что воля Божья имеет предметом абсолютное добро по существу, а не по произволу;
2) что в силу этого она требует от нас не слепого подчинения ей, а разумного согласия с нею и вытекающего оттуда содействия.
Без этих ограничений формула Августина может вести к трём пагубным заблуждениям: к безусловному волюнтаризму в понятии Божества, чем упраздняется существенное и разумное различение между добром и злом, а следовательно, и между Божеством и враждебной силой; затем к безусловному квиетизму, который предоставляет Богу действовать в человеке без всякого внутреннего его участия, — и, наконец, к предположению, что если спасение спасаемых зависит всецело от Бога, предопределяющего некоторых в этом смысле, то от Бога же зависит и вечная гибель погибающих, т. е. предопределение ко злу. Сам Августин удерживался от таких заключений, но они были выведены последовательными приверженцами его идей.

### Точка зрения пелагиан
Пелагий и его ученики придерживались противоположной крайности: подчёркивая автономию человеческого начала, положенную Творцом в основу Творения, требующую, чтобы воля человека была его собственной сознательной волей, в пылу полемики они склонны были упускать из виду, что относительно самостоятельное человеческое начало может иметь положительное содержание и достигать должных результатов не от себя, а лишь через внутреннее и действительное участие человека в существенном добре, всецело содержащемся в Боге. Таким образом они представляли Бога в виде добросовестного, но живущего в другой стране опекуна, который издали заботится о благосостоянии своего питомца, никогда с ним не встречаясь. С этой точки зрения основы христианства — воплощение и воскресение Господа — не имеют смысла. Пелагиане их прямо не отрицали, но старались уменьшить их значение и свести дело Христа лишь к нравоучительному примеру.

### Сравнение позиций
По христианской идее, религиозно-нравственная задача определяется тремя факторами: божественным, лично-человеческим и собирательно-человеческим. Последовательный августинизм приходит к упразднению лично-человеческого фактора, а пелагианство преувеличивает его значение в ущерб божественному и соборно-человеческому: отсюда рядом с отрицанием благодати в смысле собственного внутреннего действия Божия в человеке, отрицание солидарности единичного человека с всемирным, сведение греха к единоличному акту воли и признание смерти нормальным явлением. В августинизме с упразднением необходимого условия нравственности — разумной автономии человеческой воли — положительная религиозно-нравственная задача становится неразрешимой. В пелагианстве она теряет своё реальное содержание. О дальнейших спорах, вызванных учением Пелагия, см. Полупелагианство.